# Sanusi Lamido Sanusi
Mallam Sanusi Lamido Sanusi, född den 31 juli 1961, är en nigeriansk bankman och akademiker. Mellan 2009 och 2014 var han Nigerias centralbankschef.

Det välkända finansmagasinet The Banker som ges ut av Financial Times har tilldelat Mallam Sanusi Lamido Sanusi två utmärkelser, dels årets centralbankschef och dels årets afrikanska centralbankschef. TIME magazine har också listat Sanusi på sin "TIMES 100 list" 2011, över de 100 mest inflytelserika personerna under året.
Mellan 2014 och 2020 var han emir av Kano.

## Karriär

### Fram till 2009
1985 Sanusi tog Sanusi anställning vid Icon Limited (Merchant Bankers), ett dotterbolag till Morgan Guaranty Trust Bank of New York och Baring Brothers, London. 1997 bytte han jobb till United Bank for Africa där han avancerade till chef. I september 2005 invaldes han till styrelsen i First Bank of Nigeria, en av Afrikas äldsta och största finansiella institutioner, som verkställande direktör med ansvar för riskbedömning och förvaltning.

### Som centralbankschef
President Umaru Musa Yar'Adua nominerade Sanusi till posten som Nigerias centralbankschef den 1 juni 2009. Utnämningen konfirmerades av Senaten den 3 juni 2009, mitt under den globala finanskrisen.

#### Föreläsningen på LSE 2012
Den 23 januari 2012 höll han ett föredrag på London School of Economics Political Science (LSE), under den årliga föreläsningsserien "Sir Patrick Gillam Lecture Series". Titeln på presentationen var “The Global Crisis and the Nigerian Economy: The Central Bank of Nigeria Responses”. I talet beskrev han de fundamentala problem och utmaningar som Nigeria fortfarande har, trots hög och stabil tillväxt. Han menade också att landets behov av infrastrukturfinansiering till ett rimligt pris är större än vad centralbanken ensamt kan tillgodose.